# Millau
Millau (nom tradicional en català [miˈʎaw]; en occità: Milhau [miˈʎaw]; oficialment i en francès: Millau [miˈjo]) és un municipi francès, situat a la riba esquerra del Tarn, al centre del parc regional dels Grands Causses i al departament de l'Avairon de la regió d'Occitània. L'any 1999 tenia 21.339 habitants. Millau és també un territori històric d'Occitània (el vescomtat de Millau) i pertany a la regió tradicional del Roergue.

## Història
Al segle i hi havia a la confluència del Tarn i el Dórbia un important complex de fabricació de vaixella fina, conegut amb el nom de Condatomagus i que actualment forma el jaciment arqueològic de la Graufesenque, a un parell de quilòmetres de la ciutat actual. S'hi produïen grans quantitats de ceràmica del tipus conegut com a terra sigillata, que era una ceràmica vermella fina, i s'exportaven a bona part de l'Imperi Romà.
El 916 es va formar una jurisdicció feudal coneguda com el vescomtat de Millau. Durant el segle xi la ciutat passa successivament per la dominació dels comtes de Provença, els comtes de Barcelona (mitjançant el matrimoni de Ramon Berenguer III amb Dolça de Provença), i el 1172 , Alfons II d'Aragó l'annexa a la Corona d'Aragó, concedint-li el seu segell i la llibertat d'administració jurídica, social i política dels seus habitants mitjançant cònsols (carta consular), abans de passar a la Corona de França, 
Va ser renunciat pel Tractat de Corbeil de 1258, tot i que de fet s'havia perdut unes dècades abans, a mans del croat Simó de Montfort primer i del comte de Tolosa després. El 1271 va passar finalment a la corona francesa, amb un parèntesi de domini anglès de 1362 a 1370 durant la guerra dels Cent Anys. Des d'aleshores es mantingué com a domini francès però amb un alt grau d'autonomia comparat amb les altres ciutats.
Durant les guerres de religió hi tingué una alta implantació el protestantisme.
El 12 d'agost de 1999 una manifestació antiglobalització liderada per l'activista José Bové hi va desmuntar un restaurant McDonalds el dia abans de la seva obertura, aconseguint un ampli ressò.

## Turisme

### Llocs d'interès
- El museu de Millau, on destaca la secció de paleontologia amb fòssils del secundari amb un esquelet gairebé complet de plesiosaure, i la col·lecció de ceràmica romana del proper jaciment de la Graufesenque.[2]
- El viaducte de Millau.
- El sauvatèrra de Millau, torre de 42 m d'altura, els primers 21 construïts al segle xii[2] i els altres 21 al segle xvii com a estendard del poder municipal.
- L'església de Nòstra Dòna de l'Espinassa: Deu el seu nom al fet que s'hi venera una espina de la Santa Corona (la corona d'espines de Jesús). Va ser un lloc de pelegrinatge important a l'edat mitjana. L'edifici actual, que en substitueix un de romànic, és del segle xvii.[2]
- Micropòlis, al proper poble de Castelnòu: Museu dedicat als insectes, amb vivers on observar els animals vius i muntatges interactius.[2]

### Gastronomia
- El vi de Millau, amb l'AOC amb VDQS Còstas de Milhau.
- Les caves de Ròcafòrt, on es fa el formatge de rocafort.
- Els trenèls de Millau, una especialitat local feta amb tripa d'ovella o de xai.

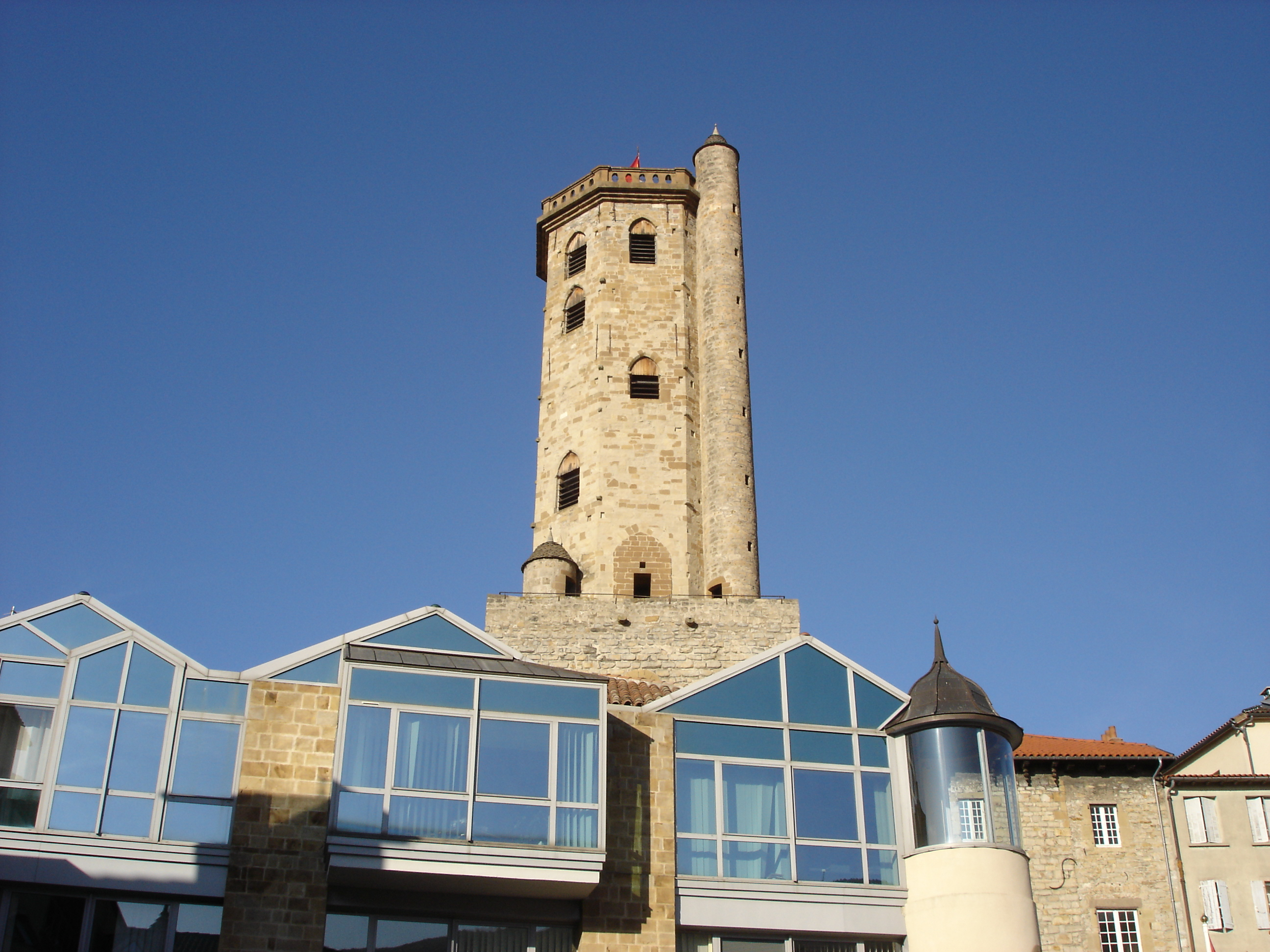
El sauvatèrra de Millau
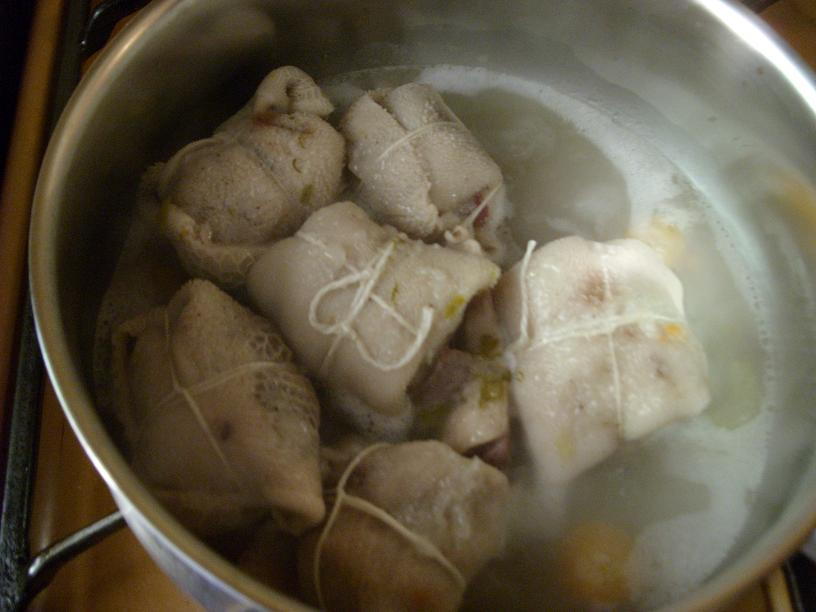
Els trenèls, una especialitat de Millau